# Жовтець бокоцвітий
{{#ifeq:0|0|{{#if:Ranunculus lateriflorus|{{#if:|[[]}}|[[]]}}}}
Жовтець бокоцвітий (Ranunculus lateriflorus, syn. Buschia lateriflora (DC.) Ovcz.) — вид квіткових рослин з родини жовтецевих (Ranunculaceae).

## Біоморфологічна характеристика
Однорічна трав'яниста рослина 5–20(30) см заввишки, гола чи з притиснутими чи випостаними волосками. Стебло рясно розгалужене. Нижні листки на довгих ніжках, верхні сидячі. Прикореневі листки еліптичні або яйцювато-еліптичні, цілокраї або зубчасті, (7)12–20(25) × (4)5–8(10) мм. Стеблові листки еліптичні або ланцетні, нижні — з пластинкою (12)20–45 × (5)6–13(15) мм. Квітки сидять у пазухах верхніх листків, дуже дрібні, 3–7 мм у діаметрі, майже сидячі. Чашечка гола, жовта. Пелюстки жовті, ложкоподібні, з явними нігтиками, трохи більші за чашолистки. Плід — бородавчаста еліпсоїдна сім'янка темно-бурого кольору, 2.8–3.3 мм, звужена в списоподібний гачкуватий дзьоб 1.3–1.7 мм. 2n=16.

## Поширення
Росте у пн.-зх. Африці, Європі, зх. і цн. Азії; вимер в Австрії.
В Україні вид росте на вологих місцях, болотах — на Закарпатті та зх. Лісостепу (Хмельницька обл., Городоцький р-н, с. Лісівники), у Степу (Херсонська обл., Чорноморський заповідник) та гірському Криму.